# Siucice
Siucice – wieś w Polsce położona w województwie łódzkim, w powiecie piotrkowskim, w gminie Aleksandrów.
| SIMC    | Nazwa    | Rodzaj    |
| ------- | -------- | --------- |
| 0534813 | Górki    | część wsi |
| 0534820 | Sulimów  | część wsi |
| 0534836 | Ściegny  | część wsi |
| 0534842 | Wygnanów | część wsi |

W latach 1975–1998 miejscowość administracyjnie należała do województwa piotrkowskiego.
Siucice to jedna z większych miejscowości na terenie gminny Aleksandrów. Mieszka w niej około 160 mieszkańców w 80 gospodarstwach. Siucie istnieją od ponad 500 lat. Wieś ta w XVI w. nosiła nazwę Syenczyce. W XIX w., gdy tereny były pod zaborem rosyjskim, nazywała się Szucice. Do początku XX w. we wsi mieszkali dziedzice wywodzący się ze szlachty. Mieszkali oni we dworze, którego ruiny można jeszcze odnaleźć. Ostatnim dziedzicem był Bonawentura Garbowski. W 1970 i 1971 r. we wsi wybuchały pożary, które zniszczyły wiele zabudowań.
Wierni Kościoła rzymskokatolickiego należą do parafii św. Łukasza w Skórkowicach.